# Steve Nelson
Steve Nelson, né le 11 août 1954, est un vibraphoniste et compositeur américain de jazz.

## Biographie
Steve Nelson né en 1954 apprend adolescent à jouer du vibraphone et du piano et commence à se produire sur les scènes de sa ville natale, Pittsburgh, dans les années 1970. Sa première grande influence est Milt Jackson et Nelson progresse vite au point de jouer avec le guitariste Grant Green pendant une année. Il multiplie ensuite les collaborations, Kenny Barron, Johnny Griffin, Jackie McLean, Mulgrew Miller, George Shearing et bien d’autres et comme également une carrière en tant que leader en 1989 avec l’album Full Nelson. Lors d’un enregistrement en tant que sidemen Nelson rencontre le bassiste Dave Holland qui lui demande de rejoindre son groupe, la collaboration perdure et le vibraphoniste laisse son empreinte sur de nombreux albums du bassiste anglais aussi bien dans son quintet que dans son big band,,.

## Discographie sélective
En solo
- Full Nelson (1989)
- New Beginnings (1999)
- Fuller Nelson (2004)
- Sound-Effect (2007)

Avec Dave Holland
- Dream of the Elders (1995)
- Points of View (1998)
- Prime Directive (2000)
- Not for Nothin' (2001)
- What Goes Around (2002)
- Extended Play: Live at Birdland (2003)
- Overtime (2005)
- Critical Mass (2006)
- Pathways (2010)